# 北戸蔦別岳
北戸蔦別岳（きたとったべつだけ）は、北海道の帯広市と沙流郡日高町と沙流郡平取町の3市町にまたがる標高1,912mの山である。北海道百名山に選定されている。

## 概要
日高山脈を構成する中日高の山で、山名の通り戸蔦別岳の北に位置する。南は幌尻岳、北は1967峰を経てピパイロ岳へと、日高山脈での登山において登られることの多い山である。

## 登山
北戸蔦別岳自体を目標とする登山者は少なく、多くが幌尻岳・1967峰・ピパイロ岳登山の行程として登られる。最も近い登山ルートは日高町側のチロロ林道からで、北海道電力の取水ダムから登山道へ入り、額平岳を経て山頂に至る。北戸蔦別岳のみであれば日帰り登山も可能で、道中にはトッタの泉と呼ばれる水場がある。チロロ林道は狩猟のため期間限定で解放される。他にはピパイロ岳から行くルートがあるが、道中はハイマツの藪漕ぎが多い上に距離が長いためテント泊を要する。